# Abbaye de Zbraslav
L'abbaye de Zbraslav est une abbaye cistercienne située dans le quartier éponyme, à une dizaine de kilomètres au sud du centre-ville de Prague, en Tchéquie. Fondée en 1292 par Venceslas II puis soutenue par Élisabeth de Bohême, elle est tout d'abord très prospère, notamment du fait de la vocation de nécropole des Přemyslides qui lui est confiée.
Lors des guerres hussites, les troupes de l'empereur Sigismond s'y installent, pillent et incendient l'abbaye. Deux siècles plus tard, les troupes suédoises la ravagent à trois reprises durant la première moitié du XVIIe siècle. Alors que des travaux de restauration ambitieux sont lancés pour la restaurer, elle est fermée en 1785.
Utilisé comme outil industriel au dix-neuvième siècle, l'édifice est ensuite racheté par un homme d'affaires qui le transforme en château. Le bâtiment est protégé depuis le 3 mai 1958 en tant que monument culturel.

## Situation
L'abbaye est située à quelques centaines de mètres en amont du confluent de la Vltava et de la Berounka. Elle est également située à proximité immédiate de l'échangeur autoroutier entre le périphérique de Prague (cs) et l'autoroute R4 (cs).

## Histoire

### Fondation

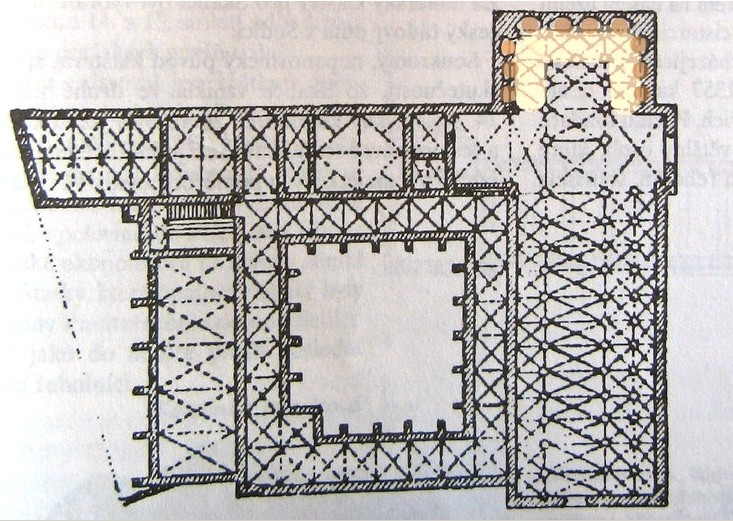
Le plan de l'abbaye originelle de Zbraslav.

En 1268, Zbraslav est connu pour être une possession royale comprenant notamment un pavillon de chasse. En 1292, Venceslas II y fait venir des moines cisterciens de Sedlec pour qu'ils y fondent un monastère. Le 20 avril 1292 marque la date de fondation officielle de l'abbaye, avec l'arrivée de douze moines et du nouvel abbé — nommé Conrad — qui logent dans des bâtiments temporaires le temps d'établir la communauté et de metre en chantier le nouveau bâtiment. Comme la grande majorité des fondations cisterciennes des deux premiers siècles, celle est dédiée à la Vierge Marie. Le souverain veut également en faire un lieu de sépulture pour les membres de la famille royale des Přemyslides,,.
La première pierre du monastère définitif est posée le  3 juin 1297, en présence de nombreuses têtes couronnées. Dans l'enceinte de la future église a lieu l'adoubement de deux cent quarante chevaliers par Venceslas. La construction avance ensuite rapidement, car elle est presque achevée en 1305. Le 23 juin de cette année, une des premières messes qui est célébrée dans l'abbatiale par l'abbé Ota est celle d'inhumation du roi fondateur, reconnu par l'ordre cistercien comme un de ses bienfaiteurs.
Par la suite, la construction ralentit car Venceslas III préfère consacrer les finances du royaume à la guerre qu'à l'édification du monastère. En 1307, le chantier s'arrête et ne reprend qu'en 1329, grâce aux dons généreux d'Élisabeth de Bohême, ce qui vaut aux moines d'appeler cette dernière la « mère » et « seconde fondatrice » de l'abbaye.

### Déclin et destruction
L'importance de l'abbaye de Zbraslav décroît à partir du milieu du XIVe siècle. En effet, à partir de 1344, la construction de la cathédrale Saint-Guy commence, et c'est elle qui devient la nécropole royale.
Des destructions surviennent au monastère lors des guerres hussites ; Sigismond s'installe notamment avec ses troupes au monastère durant le siège qu'il mène contre Prague. Un incendie et un pillage sont recensés dans les chroniques de l'époque.
Durant la guerre de Trente Ans, les troupes suédoises pillent l'abbaye en 1611, 1612 et 1639, et l'incendient à cette dernière date. En 1645, la dévastation est parachevée par les envahisseurs.

### Reconstructions auxXVIIeetXVIIIesiècles

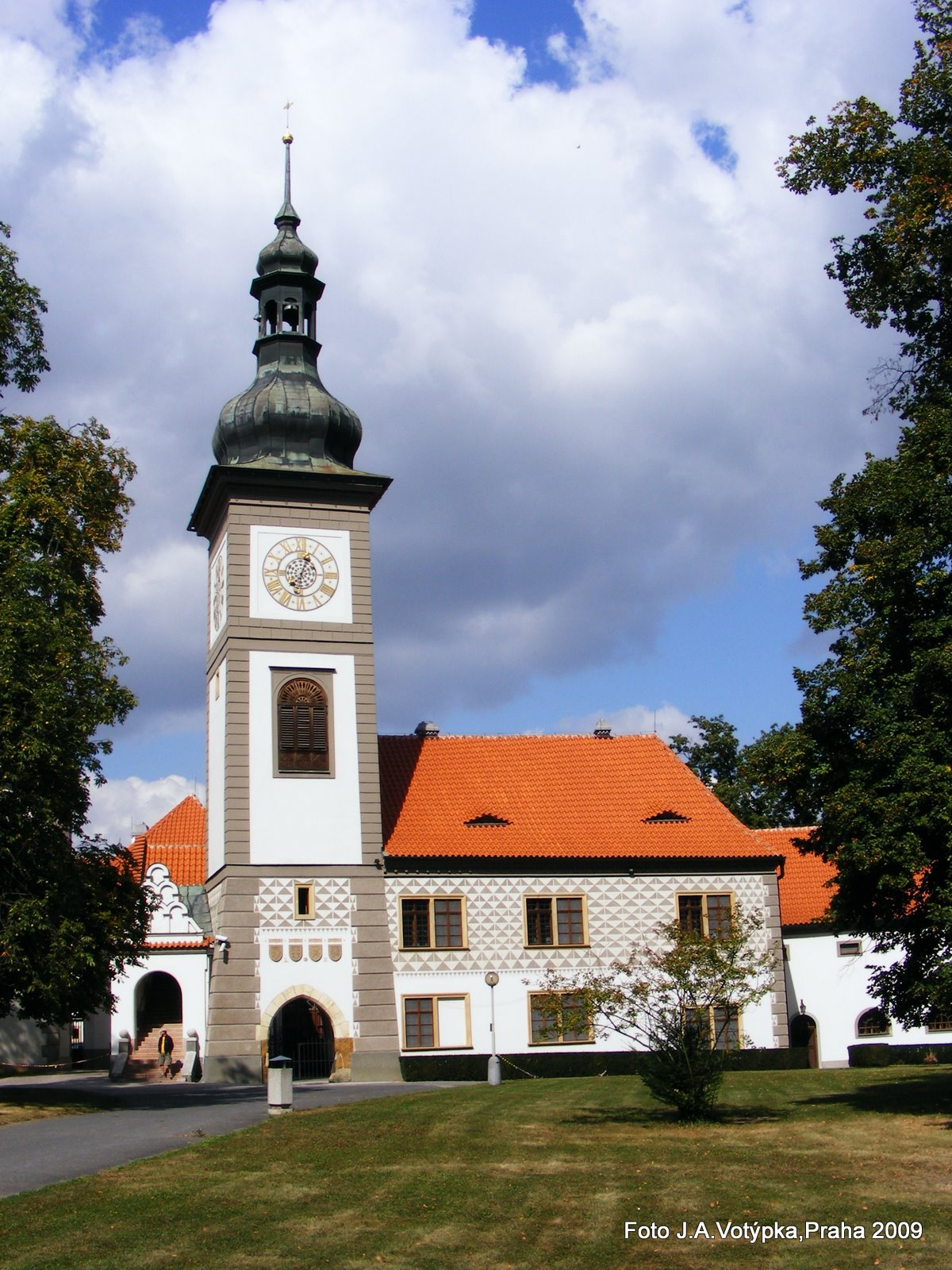
La nouvelle église Saint-Jacques reconstruite à partir des années 1650.

En 1650, l'église Saint-Jacques-le-Grand est édifiée sur le site de la chapelle de l'ancien pavillon de chasse. Au siècle suivant, de 1716 à 1738, le monastère est entièrement reconstruit par František Maxmilian Kaňka et Jan Blažej Santini-Aichel.

### Fermeture de l'abbaye et devenir du site
Sous le règne de Joseph II, en 1785, le monastère est dissous, ce qui met un terme à la reconstruction alors en cours. Mais les bâtiments sont conservés. En 1796, ils sont réutilisés comme bâtiments industriels, d'abord comme raffinerie de sucre puis comme entrepôt de grains,.
En 1910, l'industriel Cyril Bartoň-Dobenín (cs) rachète le site et en commence la réhabilitation. Il transforme l'ancienne abbaye en château

L'aspect actuel du château
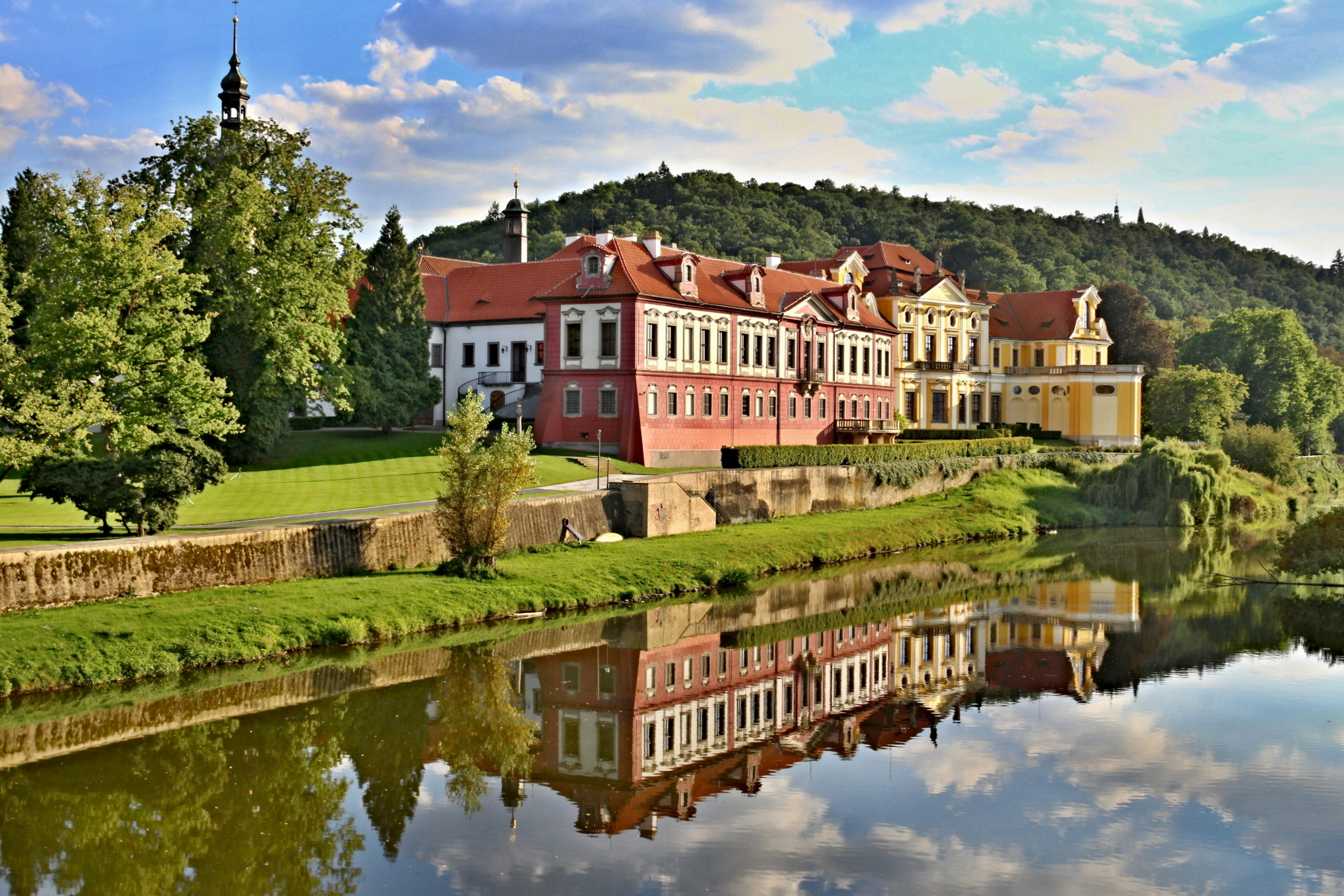
La façade arrière du château.
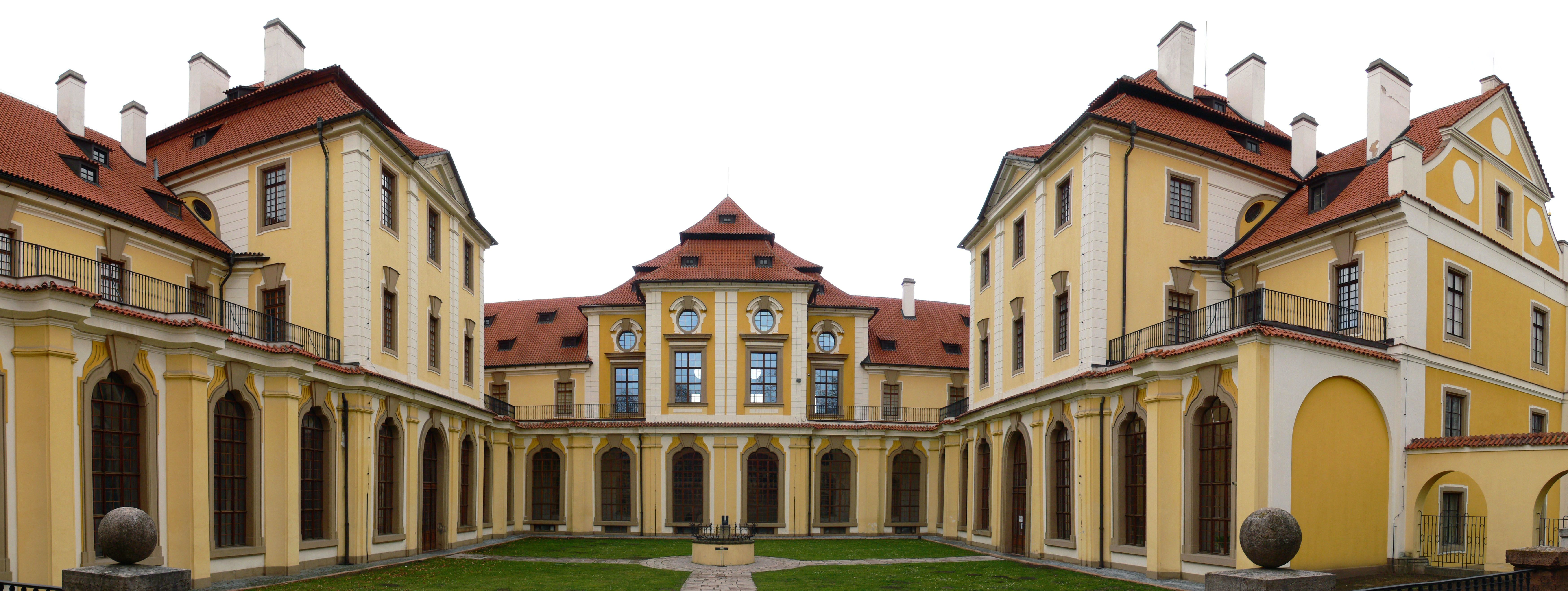
La façade principale et la cour d'honneur du château.
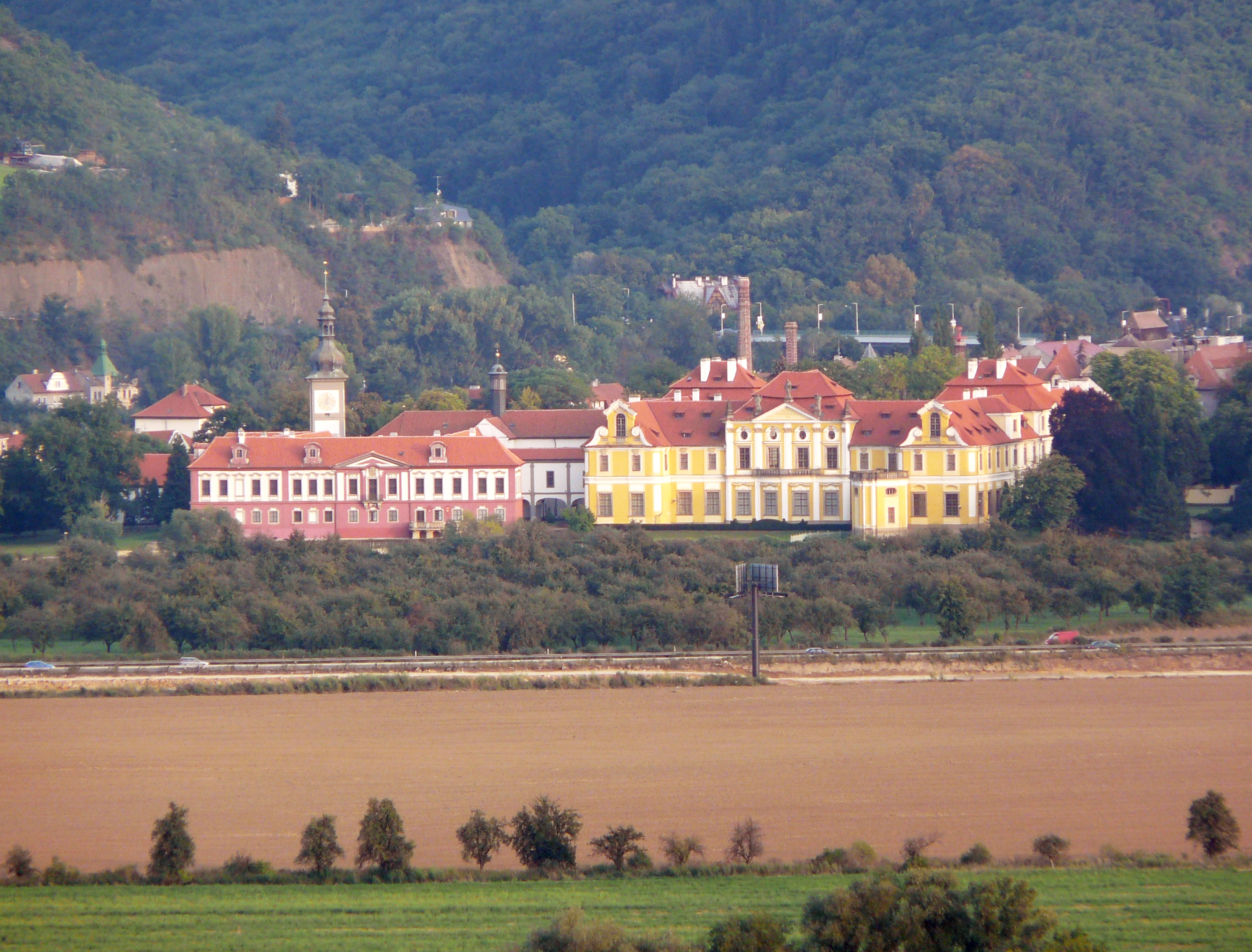
Le château dans son environnement naturel et urbain.

## Architecture

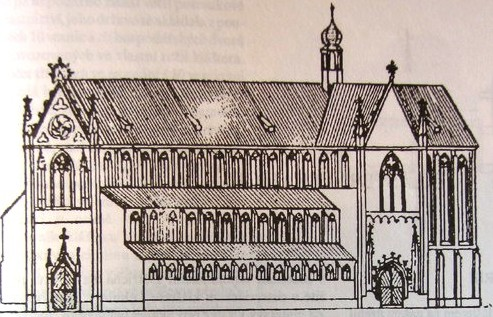
L'ancienne abbatiale du monastère.